# 바르도 (불교)

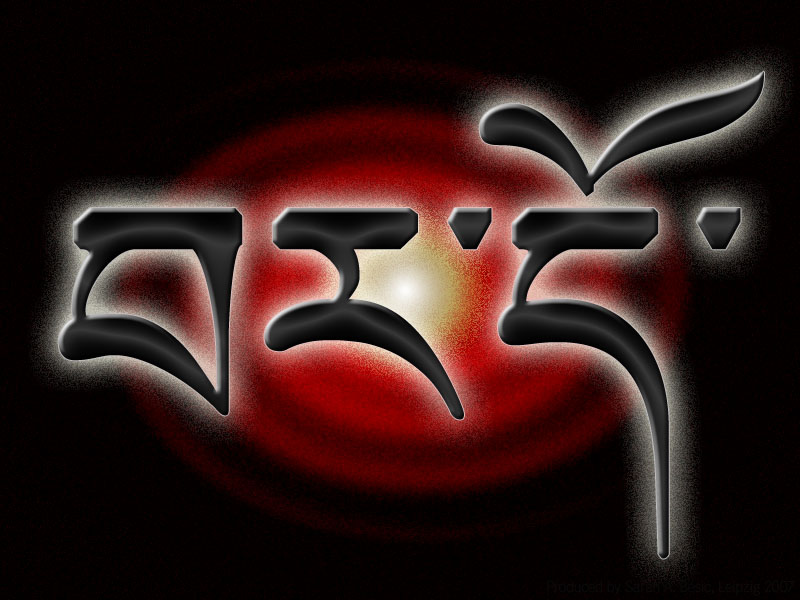

바르도(Bardo)는 불교에서 사유(死有)에서 생유(生有)로 이어지는 중간적 존재인 중유(中有, antarabhāva)를 말한다. 중음(中陰), 중간계(中間界)라고도 번역한다. 바르도는 티벳 불교의 용어이다.

## 설명
바르도 퇴돌이란 티벳 불경이 전세계적으로 유명하다. 1927년 월터 에바스베트 (en:Walter Evans-Wentz) 에 의해 "Tibetan Book of the Dead"라는 타이틀로 영역되어 세계적인 베스트셀러가 되어, 일본에서도 일반적으로 《티베트 사자의 서》로서 알려져 있다.

## 불교 명상
불교에서 명상은 사마타와 위빠사나의 둘로 이루어져 있다.
처음에 앉거나 눕거나 서서 또는 걸으면서 사마타 명상을 하여 고요함, 공, 적멸, 번뇌를 제거함에 빠진다. 그렇게 한동안 고요해지면 곧 꿈을 꾸게 되는데, 다른 말로 정신세계에 태어난다고 하고, 정신현상이 일어나기 시작한다고도 하고, 명상 중간계에 태어난다고도 하며, 간단히 중간계에 태어난다고도 한다. 그러면 사마타 명상을 멈추고 위빠사나 명상을 시작한다. 그래서 모든 불순한 것을 순수한 것으로 변신시키는 상상을 하여, 이 상상이 성취되면 금강삼매를 얻었다고 하며, 이를 부처가 되었다고 한다.
금강삼매란 세상의 모든 만물을 금강, 즉 다이아몬드로 변신시킨다고 해서 이름이 금강삼매이다. 유마경에서 모든 불국토를 청정하게 변신시켜, 금은보화로 장엄하는 대신통력이라고 나온다. 이 대신통력은 오직 부처님만이 얻으며, 반대로 이 대신통력을 얻으면 부처라고 열반경에서 설명한다. 티베트 사자의 서에서도 이 금강삼매를 자세하게 가르치고 있다.

## 사십구재
불경에서 설한 바에 의하면 사람의 존재 상태를 4가지로 구분하는데, 그것은 ① 생유(生有) ② 사유(死有) ③ 본유(本有: 生에서 死까지 생애) ④ 중유(中有: 이생에 죽어서 다음 生까지를 말함)이다.
이들 중 네 번째의 중유(中有)의 상태의 정상적인 기간이 49일이다. 즉 사람이 죽은 뒤에는 일반적인 경우 49일이면 중유(中有)가 끝나고 다음 생(生)이 결정된다. 그러므로 다음 생이 결정되기 전인 48일째에 정성을 다하여 영혼의 명복을 비는 것이 49일재이다.

## 세가지 의미
중간계 라는 말은 적어도 3가지 의미로 쓰인다. 그래서 약간 혼동될 우려가 있다.
- 죽음에서 재탄생에 이르는 전 과정, 가장 일상적인 의미, 여섯 중간계 중에서 죽음 중간계, 저승 중간계, 탄생 중간계
- 여섯 중간계, 전문적인 의미
- 여섯 중간계 중에서 어떤 특정한 시기에 경험하게 되는 특정한 중간계 상태

## 여섯 중간계
티벳 사람들은 중간계를 다음과 여섯 가지로 분류한다.
- 이승 중간계: 탄생과 죽음 사이의 중간계
- 꿈 중간계: 잠과 깨어 있음 사이의 중간계
- 명상 중간계: 깨어 있음과 초월 사이의 중간계
- 죽음 중간계: 죽음 직후의 중간계
- 저승 중간계: 죽음과 재탄생 사이의 중간계
- 탄생 중간계: 태어나기 직전과 태어나는 순간 사이의 중간계

## 같이 보기
- 중간계
- 사십구재
- 사자의 서 - 1842년 독일의 이집트학자 카를 렙시우스(Karl Richard Lepsius)는 이집트 고대 문헌들을 수집, 정리해 출판하고 '사자의 서'(Book of the Dead)라고 이름을 붙였다.